# Ilex cowanii
Ilex cowanii är en järneksväxtart som beskrevs av John Julius Wurdack. Ilex cowanii ingår i släktet järnekar, och familjen järneksväxter. Inga underarter finns listade i Catalogue of Life.